# Vantaa
Vantaa (svédül Vanda) Dél-Finnország tartományhoz tartozó város, Helsinkitől északra. Vantaa a Helsinki metropolisz zónához tartozó város, Espooval és Kauniainennel.
Vantaa lakossága a 2009-es népszámlálási adatok szerint 197 435 fő, így Finnország negyedik legnépesebb városa.
A legtöbben arról ismerik a várost, hogy itt található Finnország legnagyobb nemzetközi repülőtere, a Helsinki-Vantaa Lentoasema, a Finnair légitársaság repülőtere, és itt született Mika Häkkinen, Formula–1-es pilóta. Ugyancsak itt található az ország legrégebbi vonatállomás-épülete, amely a Tikkurila nevű városrészben található és múzeum is működik benne. Az épületet a híres Carl Albert Edelfelt tervezte, építését 1861-ben fejezték be.
A város kétnyelvű, mivel nagyobb számban svéd kisebbség él Vantaában. Számuk az összlakosság 3 százalékát teszi ki, ami körülbelül 6000 személyt jelent.

## Története
Az 1960-as években ejtett régészeti ásatások bizonyítják, hogy Vantaa területén már 9000 évvel ezelőtt is éltek emberek, a korai kőkorszakban.
Vantaa területét régen (mielőtt a svédek megérkeztek) a hämei törzs lakta végig a Helsinki- és a Vantaa-folyó partján a Vantaa-tóig.
Az első írásos említése a városnak 1351-ből származik a Helsinge régióról, és ezen belül Vantaáról, mikor II. Magnus svéd király engedélyezte a lazachalászatot a Vantaa-folyóban az észtországi Padise kolostor szerzeteseinek.
1974 óta független a város, ekkor kapott kereskedőváros jogokat, mint a Helsinki-régióhoz tartozó város, majd 1974-től önálló városként működik.
Szent Lőrinc-templom
A Szent Lőrinc-templom (Pyhän Laurin kirkko) kőből épült evangélikus templom, építésének pontos dátumát nem ismerik, valamikor a 15. század közepén épült, ma a város egyik jelképe. A templomot Szent Lőrinc, a 258-ban, Rómában mártírhalált halt szent tiszteletére szentelték fel. A templom az 1520-as évekig, a finn reformáció idejéig, a katolikus egyházhoz tartozott.

## Nevének eredete
Az 1300-as években, amikor a mai Finnország területe Svédországhoz tartozott, svéd telepesek érkeztek, a mai Vantaa és Helsinki területére, itt alapítottak kisebb településeket. Az ott elhaladó folyót elnevezték Helsinginjokinak (svédül Helsingå vagy Helsingaa), vagyis Helsinki-folyónak. Később a folyó mentén, lentebb, ahol nagyobb volt annak áramlása megalapították Helsinkit (svédül Helsingfors) is. Az időközben újonnan létrejött falvakat 1865-ben összevonták, és így azok együttes neve Helsingin maalaiskunta (Helsinki-régió) lett.
A Vantaa-folyó az 1500-as években kapta nevét. Ugyanakkor a Helsinki régió területén, a Vantaa-folyó nyugati partján elhelyezkedő kis település is a Vantaa nevet kapta.
Amikor 1972-ben a Helsinki-régió mezőváros lett, már csak azt kellett elhatározni, hogy mi legyen a neve az újonnan létrejött városnak. A döntés végül a Vantaa mezővárosra esett. Két évvel később, amikor a város teljesen önállósult a neve leegyszerűsödött Vantaára.

## Testvértelepülései
- Huddinge, Svédország (1951)
- Lyngby-Taarbæk, Dánia (1951)
- Matte Yehuda, Izrael (1967)
- Rastatt, Németország (1968)
- Salgótarján, Magyarország (1976)
- Mladá Boleslav, Csehország (1978)
- Słupsk, Lengyelország (1987)
- Odera-Frankfurt, Németország (1987)
- Csinan, Kína (2001)
- Boryspil, Ukrajna (2023)

## Híres személyek
A városban születtek, éltek és/vagy alkottak (többek között):
- Ragnar Granit (1900–1991) Nobel-díjas finn-svéd orvos, fiziológus
- Taisto Mäki (1910–1979) Európa-bajnok atléta, közép- és hosszútávfutó
- Matti Kassila (1924–2018) filmrendező, forgatókönyvíró
- Martti Hirviniemi (1933–2005) nemzetközi labdarúgó-játékvezető
- Jaakko Pakkasvirta (1934–2018) filmrendező, forgatókönyvíró
- Seija Simola (1944–2017) énekesnő
- Mika Häkkinen (1968–) autóversenyző,  kétszeres Formula–1-es világbajnok
- Sampsa Astala (1974–) dobos és énekes, a Lordi zenekar korábbi tagja
- Tami Kiuru (1976–) síugró
- Leena Peisa (1979–) zenész, a Lordi együttes volt szintetizátorosa
- Emilia Pikkarainen (1992–)  Európa-bajnoki bronzérmes úszónő
- Käärijä (Jere Pöyhönen) (1993–) énekes, dalszerző, rapper
- Kajdy Janka (1994–) labdarúgó
- Lauri Markkanen (1997–) kosárlabdázó
- Labinot Kabashi (2000–) koszovói-finn labdarúgó
- Oliver Antman (2001–) labdarúgó

## Polgármesterek
- Lauri Korpinen 1957–1961
- Lauri Lairala 1961–1989
- Pirjo Ala-Kapee 1989–1997
- Erkki Rantala 1997–2003
- Juhani Paajanen 2003–2011
- Jukka Peltomäki 2011
- Kari Nenonen 2012–2018
- Ritva Viljanen 2018–2023
- Pekka Timonen 2023–